# Clemente Manzini
Clemente Manzini (Sassello, 24 agosto 1803 – Cuneo, 21 marzo 1865) è stato un vescovo cattolico italiano.

## Biografia
Fu nominato vescovo di Cuneo il 22 gennaio 1844 dopo il breve episcopato di Giuseppe Agostino Salomoni, che fu vescovo dal 1840 al 1842, data del suo ritiro. Nel 1853 compì un processo inquisitorio contro gli errori dottrinali di alcuni frati del Santuario degli Angeli, creò due nuove parrocchie nella sua diocesi.
Nel 1845 inaugurò il nuovo seminario; essendo stata creata la diocesi da poco meno di trent'anni, non era ancora stato istituito un seminario diocesano, secondo quanto prescriveva il Concilio di Trento; come sede si utilizzò l'edificio della vecchia caserma ormai in disuso.

## Genealogia episcopale
La genealogia episcopale è:
- Cardinale Scipione Rebiba
- Cardinale Giulio Antonio Santori
- Cardinale Girolamo Bernerio, O.P.
- Arcivescovo Galeazzo Sanvitale
- Cardinale Ludovico Ludovisi
- Cardinale Luigi Caetani
- Cardinale Ulderico Carpegna
- Cardinale Paluzzo Paluzzi Altieri degli Albertoni
- Papa Benedetto XIII
- Papa Benedetto XIV
- Papa Clemente XIII
- Cardinale Bernardino Giraud
- Cardinale Alessandro Mattei
- Cardinale Pietro Francesco Galleffi
- Cardinale Giacomo Filippo Fransoni
- Vescovo Clemente Manzini